# Creedit
Creedit ist ein selten vorkommendes Mineral aus der Mineralklasse der „Halogenide“ mit der chemischen Zusammensetzung Ca3[Al2(F,OH)10|SO4]·2H2O und damit chemisch gesehen ein wasserhaltiges Calcium-Aluminofluorid mit zusätzlichen Sulfationen. Die in den runden Klammern angegebenen Fluor- bzw. Hydroxidionen können sich in der Formel jeweils gegenseitig vertreten (Substitution, Diadochie), stehen jedoch immer im selben Mengenverhältnis zu den anderen Bestandteilen des Minerals.
Creedit kristallisiert im monoklinen Kristallsystem und entwickelt meist prismatische, blättrige oder nadelige Kristalle mit glasähnlichem Glanz auf den Oberflächen, die in radialstrahligen, drusigen oder körnigen Mineral-Aggregaten angeordnet sein können. In reiner Form ist das Mineral farblos und durchsichtig, allerdings kann es durch vielfache Lichtbrechung aufgrund polykristalliner Ausbildung oder Gitterbaufehlern weiß erscheinen und durch Fremdbeimengungen eine orange bis rötliche oder violette bis bläuliche Farbe annehmen, wobei seine Transparenz entsprechend abnimmt. Seine Strichfarbe ist allerdings immer weiß.

## Etymologie und Geschichte
Erstmals entdeckt wurde Creedit zusammen mit Gearksutit 1915 auf der Abraumhalde der im Wagon Wheel Gap des Mineral Countys (Colorado) liegenden „Colorado Fluorspar Co. Mine“. Esper S. Larsen und Roger C. Wells beschrieben das Mineral 1916 und benannten es nach der nahe dem Fundort liegenden Stadt Creede.
Typmaterial des Minerals wird an der Harvard University in Cambridge, Massachusetts unter der Katalog-Nr. 81273 und im National Museum of Natural History in Washington, D.C. unter den Katalog-Nr. 93117 und C1034 aufbewahrt.

## Klassifikation
Bereits in der mittlerweile veralteten, aber noch gebräuchlichen 8. Auflage der Mineralsystematik nach Strunz gehörte der Creedit zur Mineralklasse der „Halogenide“ und dort zur Abteilung der „Doppelhalogenide“, wo er zusammen mit Boldyrevit (diskreditiert 2006), Chukhrovit, Elpasolith, Gearksutit, Jarlit, Kryolith, Kryolithionit, Tikhonenkovit, Usovit und Yaroslavit die „Kryolith-Elpasolith-Gruppe“ mit der System-Nr. III/B.03 bildete.
Im zuletzt 2018 überarbeiteten und aktualisierten Lapis-Mineralienverzeichnis nach Stefan Weiß, das sich aus Rücksicht auf private Sammler und institutionelle Sammlungen noch nach dieser klassischen Systematik von Karl Hugo Strunz richtet, erhielt das Mineral die System- und Mineral-Nr. III/C.01-40. In der „Lapis-Systematik“ entspricht dies der Abteilung „Doppelhalogenide (meist mit OH, H2O)“, wo Creedit zusammen mit Acuminit, Artroeit, Chukhrovit-(Ca), Chukhrovit-(Y), Chukhrovit-(Ce), Chukhrovit-(Nd), Gearksutit, Jakobssonit, Leonardsenit, Meniaylovit und Tikhonenkovit eine eigenständige, aber unbenannte Gruppe bildet.
Auch die seit 2001 gültige und von der International Mineralogical Association (IMA) bis 2009 aktualisierte 9. Auflage der Strunz’schen Mineralsystematik ordnet den Creedit in die Klasse der „Halogenide“, dort allerdings in die Abteilung der „Komplexen Halogenide“ ein. Diese ist zudem weiter unterteilt nach der Kristallstruktur, so dass das Mineral entsprechend seinem Aufbau in der Unterabteilung der „Aluminofluoride mit CO3, SO4, PO4“ zu finden ist, wo es als einziges Mitglied die unbenannte Gruppe 3.CG.15 bildet.
Die vorwiegend im englischen Sprachraum gebräuchliche Systematik der Minerale nach Dana ordnet den Creedit ebenfalls in die Klasse der „Halogenide“ und dort in die Abteilung der „Halogenidverbindungen“ ein. Hier ist er als einziges Mitglied in der unbenannten Gruppe 12.01.04 innerhalb der Unterabteilung „Halogenidverbindungen mit verschiedenen Anionen“ zu finden.

## Kristallstruktur
Creedit kristallisiert monoklin in der Raumgruppe C2/c (Raumgruppen-Nr. 15) mit den Gitterparametern a = 13,94 Å; b = 8,61 Å; c = 9,99 Å und β = 94,4° sowie 4 Formeleinheiten pro Elementarzelle.
Die Kristallstruktur besteht aus Dimere von AlF4(OH)2-Oktaedern, die über gemeinsamen Kanten mit Ca[8]-Würfeln miteinander verknüpft sind und Schichten parallel (100) bilden. Diese Schichten sind durch SO4-Tetraeder und Ca[8]-Würfel verbunden.

## Modifikationen und Varietäten
Ein von Moisei D. Dorfman 1950 in Kasachstan entdecktes und erstbeschriebenes Mineral, das er zu Ehren von Dmitrii Stepanovich Belyankin (russisch Дмитрий Степанович Белянкин, 1876–1953) als Belyankit (auch Beljankit) bezeichnete, stellte sich bei späteren Neuanalysen als Varietät von Creedit heraus. In der Folge wurde Belyankit 1954 diskreditiert.

## Bildung und Fundorte

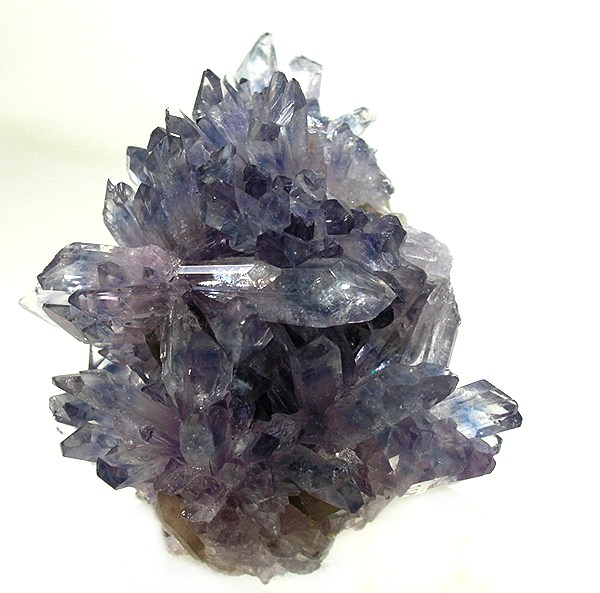
Blauvioletter Creedit aus der „Aqshatau Mine“, Aqschatau, Qaraghandy, Kasachstan (Größe: 4,7 × 4,5 × 2,8 cm)

Creedit bildet sich in fluoritreichen hydrothermalen Lagerstätten. Das Typmaterial fand sich in Form weißer bis farbloser Körner und wenig entwickelter Kristalle bis etwa 5 Millimeter Größe, eingebettet in matt-weißem Kaolinit und wenig Baryt. Später fand man in der Lagerstätte des Wagon Wheel Gap auch rötliche, mehrere Zentimeter große Kristalle.
Als seltene Mineralbildung konnte Creedit nur an wenigen Fundorten nachgewiesen werden, wobei bisher etwas mehr als 50 Fundorte dokumentiert sind (Stand 2018). Neben seiner Typlokalität Colorado Fluorspar Co. Mine trat das Mineral in den Vereinigten Staaten noch in der ebenfalls in Colorado liegenden „Henderson Mine“ (Clear Creek County) und im „Tagebau Cresson“ (Teller County) sowie an mehreren Orten in den Bundesstaaten Arizona, Kalifornien, Nevada und New Mexico auf.
Bekannt aufgrund außergewöhnlicher Creeditfunde ist unter anderem Santa Eulalia im Municipio Aquiles Serdán im mexikanischen Bundesstaat Chihuahua, wo reichhaltige Drusen gefunden wurden. Sehr gut entwickelte und bis zu drei Zentimeter lange Kristalle traten auch in der „Aqschatau Mine“ in Kasachstan zutage.
Weitere Fundorte liegen unter anderem in Bolivien, China, Frankreich, Griechenland, Italien, Südafrika und Tadschikistan.